# Converse County

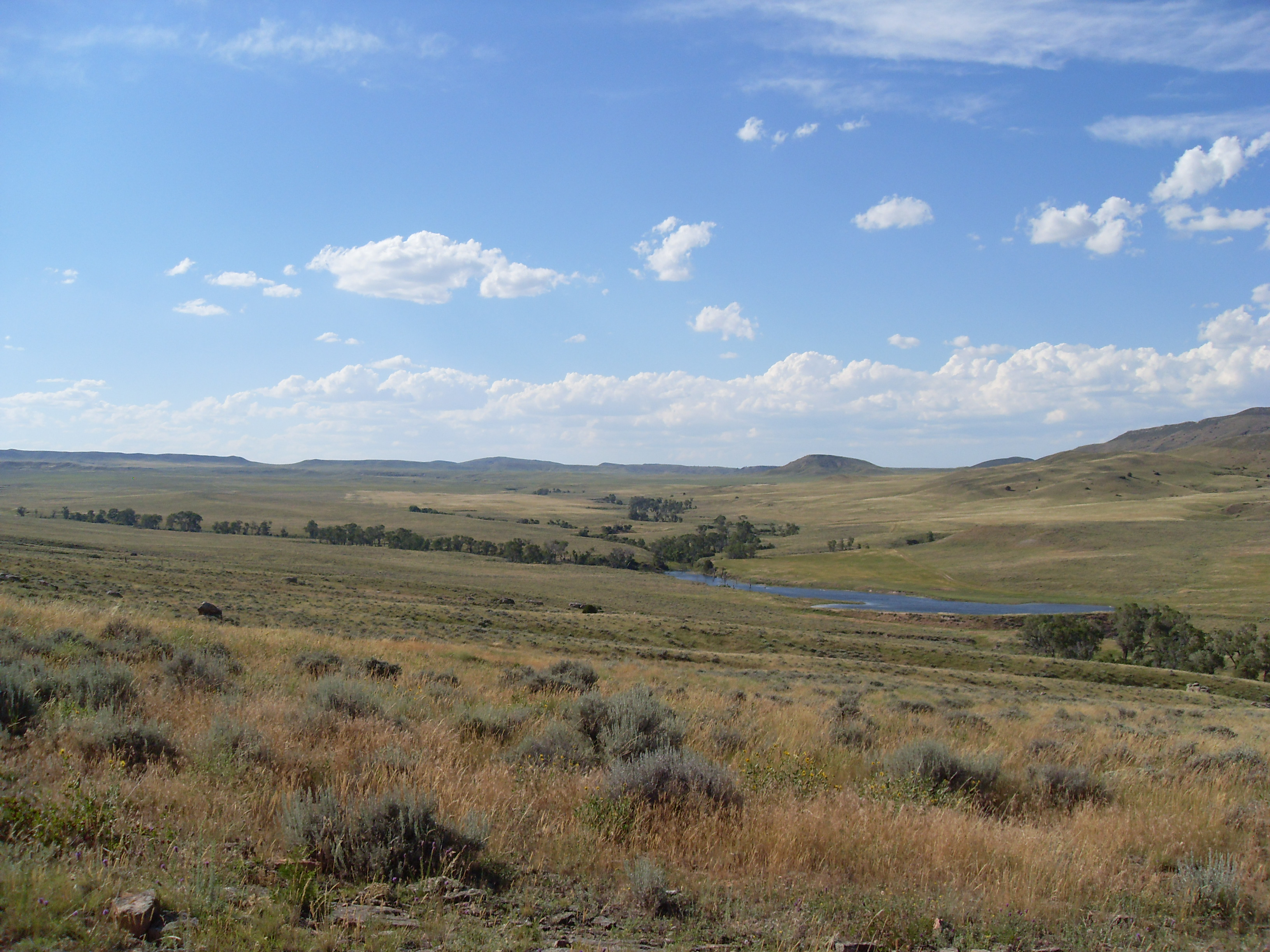
Landskap i Converse County

Converse County är ett county i delstaten Wyoming, USA, med 13 833 invånare. Den administrativa huvudorten (county seat) är Douglas.

## Historia
Countyt skapades 1888 genom avstyckning av mark som tidigare tillhörde Albany County och Laramie County, och döptes efter A.R. Converse, en bankir och ranchägare från Cheyenne. Converse ägde tillsammans med Francis E. Warren en större ranch i östra delen av Converse County.
Countyts gränser har sedan tillkomsten förändrats två gånger, 1911, då Niobrara County avstyckades från Converse County, och 1955, då gränsen mot Albany County flyttades så att mindre delar av Albany County tillföll Converse County.

## Geografi
Enligt United States Census Bureau har countyt en total area på 11 046 km². 11 020 km² av den arean är land och 26 km² är vatten. 

### Angränsande countyn
- Campbell County, Wyoming - nord
- Weston County, Wyoming - nordöst
- Niobrara County, Wyoming - öst
- Platte County, Wyoming - sydöst
- Albany County, Wyoming - syd
- Carbon County, Wyoming - sydväst
- Natrona County, Wyoming - väst
- Johnson County, Wyoming - nordväst

### Federala naturskyddsområden
- Medicine Bow – Routt National Forest (delvis)
- Thunder Basin National Grassland (delvis)

## Orter
Invånarantal i parentes anges för 2010 års folkräkning.

### Städer (Cities)
I Wyoming definieras cities normalt som städer med kommunalt självstyre och över 4 000 invånare.
- Douglas (huvudort, 6 120 invånare)

### Småstäder (Towns)
I Wyoming definieras towns som städer med kommunalt självstyre men under 4 000 invånare.
- Glenrock (2 576)
- Lost Springs (4)
- Rolling Hills (440)

### Census-designated places
Följande orter har inte kommunalt självstyre och administreras direkt av Converse County.
- Esterbrook (52)
- Orin (46)

### Andra platser
- Big Muddy
- Bill
- Bouncing Rock
- Dead Mans Corner
- Dull Center
- Holdup Hollow
- Orpha
- Ross
- Shawnee

## Större vägar
- Interstate 25
- U.S. Route 18
- U.S. Route 20
- U.S. Route 26
- U.S. Route 287
- Wyoming Highway 59

## Sevärdheter
- Ayres Natural Bridge, naturlig klippbåge.
- Douglas Railroad Interpretive Center, järnvägsmuseum.
- Fort Fetterman, delvis rekonstruerat historiskt fort från indiankrigen.
- Wyoming State Fair hålls i Douglas årligen i augusti.